# Władysław Barański (1924–2014)
Władysław Wincenty Barański ps. Zych (ur. 5 kwietnia 1924 w Bedlnie, zm. 8 lipca 2014) – żołnierz Armii Krajowej, działacz podziemia antykomunistycznego w PRL, publicysta, z zawodu nauczyciel.

## Życiorys
W 1939 roku ukończył gimnazjum w Końskich. Podczas II wojny światowej w latach 1942–1945 był członkiem Armii Krajowej. W 1944 roku został awansowany na stopień podporucznika, odpowiedzialnego za przyjmowanie zrzutów lotniczych w podobwodzie „San”. Po zakończeniu działań wojennych podjął studia w Wyższej Szkole Gospodarstwa Wiejskiego w Łodzi (1945–1947). W 1949 roku uzyskał tytuł nauczyciela dyplomowanego.
W latach 1945–1947 był członkiem Polskiego Stronnictwa Ludowego, Związku Młodzieży Wiejskiej RP Wici oraz prezesem Bratniej Pomocy na WSGW. Po sfałszowanych wyborach parlamentarnych w 1949 roku został aresztowany na trzy tygodnie oraz relegowany z uczelni. W latach 1949–1981 był nauczycielem fizyki w szkołach w Łodzi i Zgierzu.
Od 1978 roku zaangażował się w działania podziemia antykomunistycznego. Był członkiem Ruchu Obrony Praw Człowieka i Obywatela (1978–1981) oraz współpracownikiem Komitetu Obrony Robotników. Redagował, współtworzył i kolportował pisma podziemne „Robotnik” i „Opinia”. W 1979 roku był jednym z sygnatariuszy Karty Praw Robotniczych, natomiast w kwietniu 1981 roku był inicjatorem powstania i pierwszym prezesem Społecznego Komitetu Pamięci Józefa Piłsudskiego. Po wprowadzeniu stanu wojennego od 13 grudnia 1981 roku do 18 maja 1982 roku był internowany w ośrodkach odosobnienia w Łęczycy i Darłówku. W latach 1982–1988 współpracownik Międzyzakładowego Komitetu Koordynacyjnego oraz łódzkich Duszpasterstw: Środowisk Twórczych oraz Ludzi Pracy. Redaktor, wydawca i publicysta czasopism podziemnych: „Biuletynu Łódzkiego” (1982–1989) oraz „Zew” (1985–1989). W 1987 roku był jednym z założycieli Klubów Politycznych Oleandry. W latach 1988–1989 był współorganizatorem i działaczem Komitetu Organizacyjnego NSZZ „Solidarność” Pracowników Oświaty i Wychowania Ziemi Łódzkiej, a w 1989 roku przewodniczył Komitetowi Organizacyjnemu NSZZ „Solidarność” w Zgierzu. W latach 1978–1989 był rozpracowywany przez Wojewódzki Urząd Spraw Wewnętrznych w Łodzi (kryptonim „Fizyk”), w tym okresie był również wielokrotnie zatrzymywany na 48 godzin przed obchodami rocznic narodowych.
W 1989 roku współzakładał i był pierwszym dyrektorem łódzkiego I Społecznego Liceum Ogólnokształcącego im. Richarda Tice’a. Od 1990 roku redagował i wydawał pismo „Wawrzyn Legionowy”, publikował także w „Oświacie i Woli”. W 1996 roku był inicjatorem umieszczenia tablicy poświęconej Józefowi Piłsudskiemu i Kazimierzowi Sosnkowskiemu w miejscu ich internowania w Magdeburgu. Założył Komitet im. Aleksandra Sulkiewicza dla odnowy polskich cmentarzy wojennych na terenie Ukrainy, które otoczył opieką przy udziale harcerzy Chorągwi Łódzkiej ZHP. Był członkiem „Towarzystwa Pomost”
Był autorem książek: Józef Piłsudski romantyczny i tragiczny (1999), Anty-belferiada (2006) oraz materiałów pomocniczych do nauki gramatyki języków: łacińskiego, angielskiego oraz niemieckiego.

## Odznaczenia
- W 2006 roku został odznaczony Krzyżem Oficerskim Orderu Odrodzenia Polski, który zwrócił w proteście przeciw działaniom Urzędu Prezydenta RP Lecha Kaczyńskiego w dziedzinie polityki historycznej.
- W 2017 roku został pośmiertnie odznaczony Krzyżem Wolności i Solidarności przez prezydenta RP Andrzeja Dudę. Jego dzieci – Aleksandra Górska i Tomasz Barański – odmówiły przyjęcia odznaczenia twierdząc, iż nie możemy przyjąć tego odznaczenia, gdyż nadane jest przez Prezydenta, który gwałci Konstytucję RP i łamie standardy demokratycznego państwa prawa, standardy, o przestrzeganie których przez wiele lat walczył nasz Ojciec[2].